# Mariä Himmelfahrt (Goslar-Wiedelah)

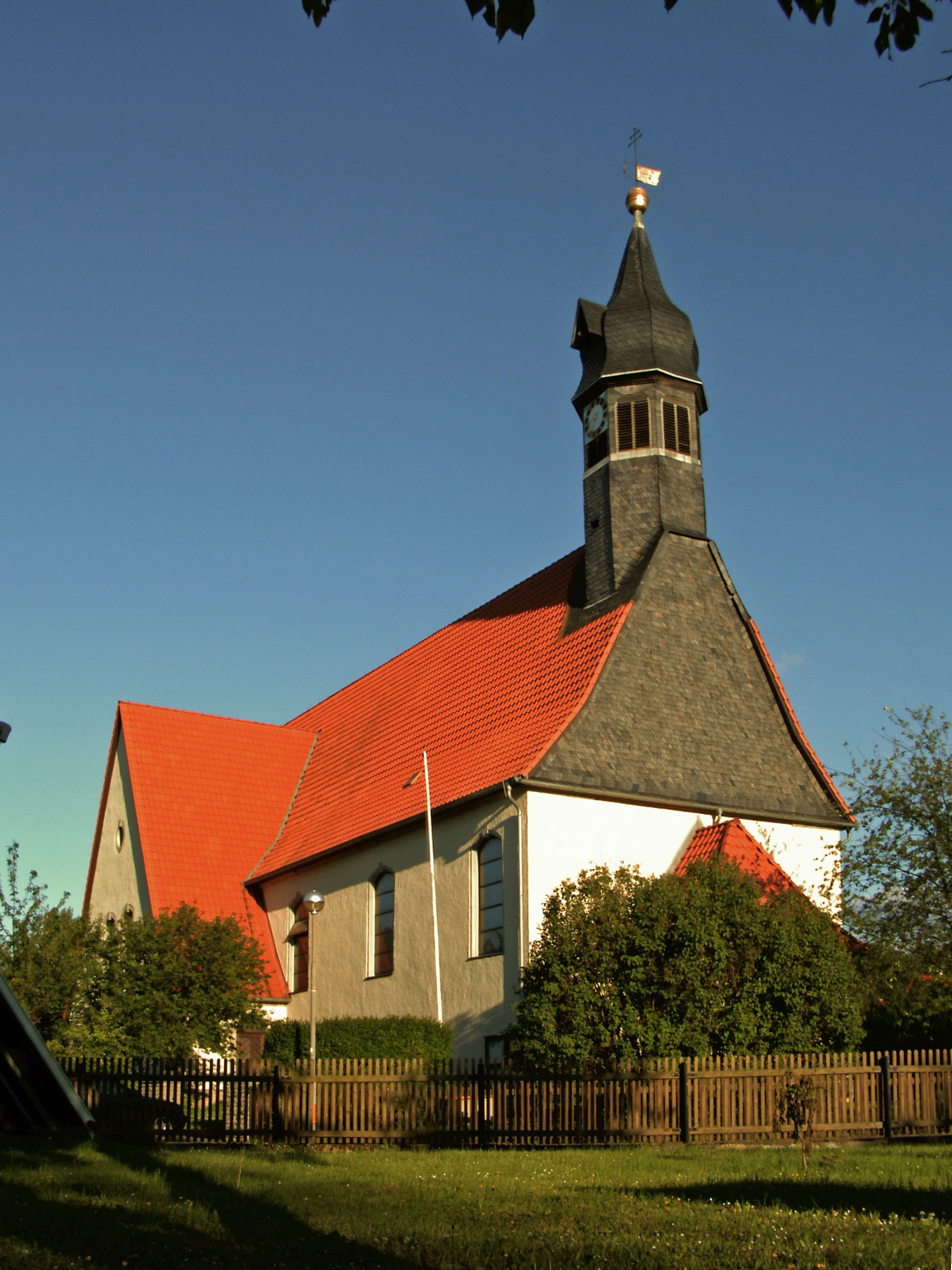
Wiedelah, St. Mariä Himmelfahrt

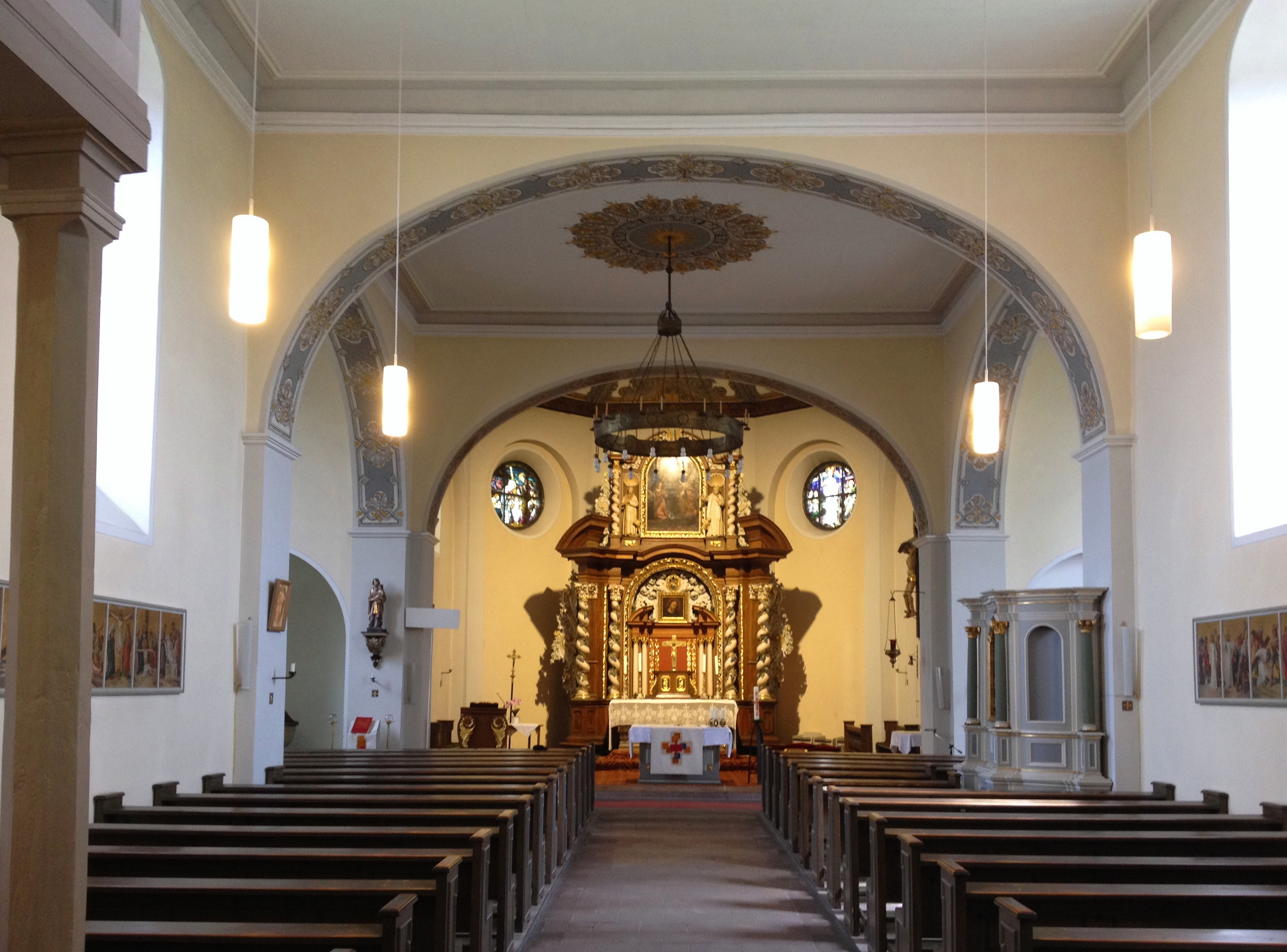
Inneres

Die Kirche Mariä Himmelfahrt, auch St. Mariä Himmelfahrt oder St. Maria genannt, ist die katholische Kirche in Wiedelah, einem Stadtteil der Kreisstadt Goslar in Niedersachsen. Sie ist eine Filialkirche der Pfarrgemeinde Liebfrauen mit Sitz in Bad Harzburg, im Dekanat Goslar-Salzgitter des Bistums Hildesheim. Die nach dem Marienfest Mariä Aufnahme in den Himmel benannte Kirche befindet sich an der Straße Kirchwinkel.

## Geschichte

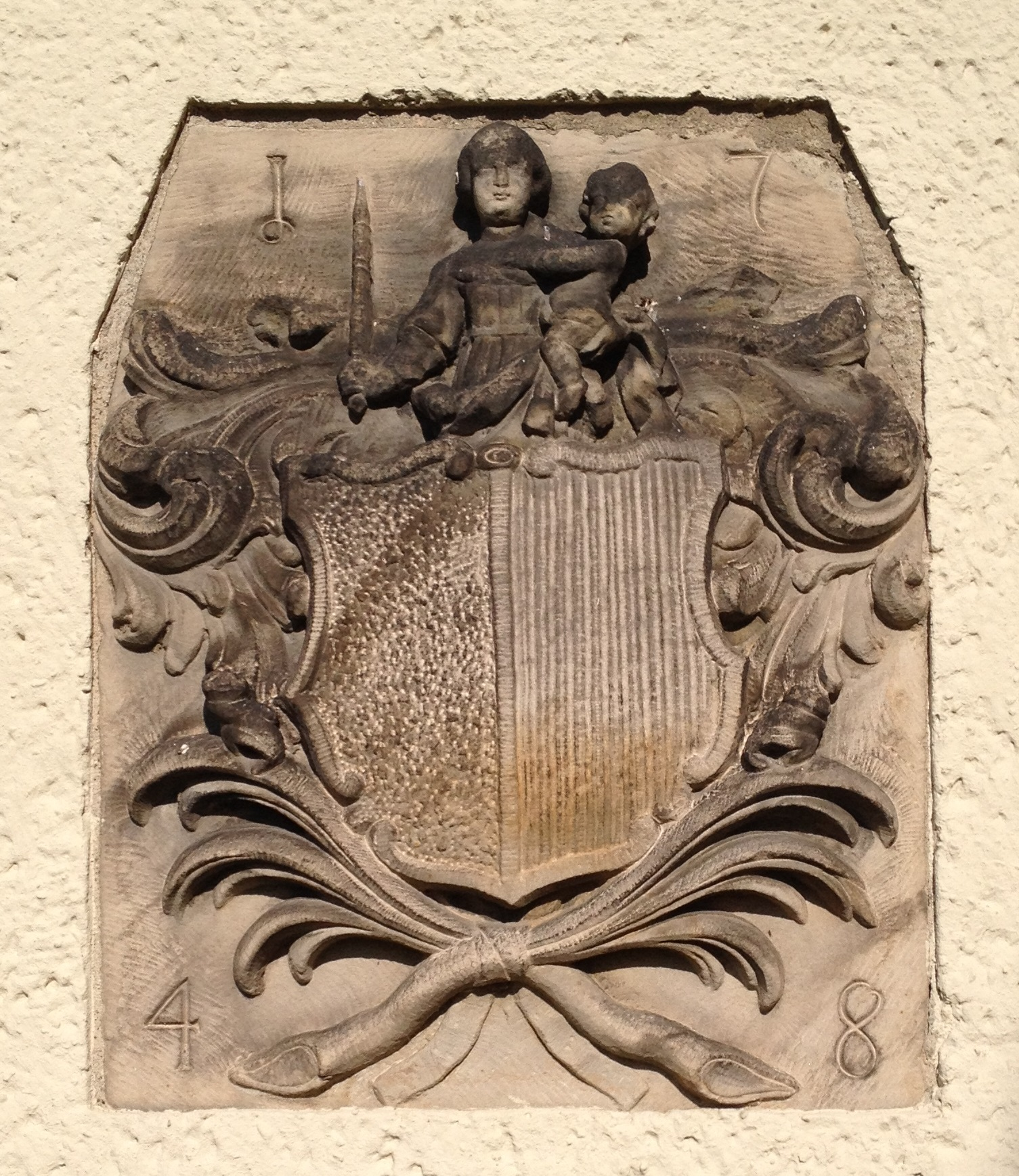
Wappen des Hochstifts Hildesheim mit Jahreszahl 1748, angebracht am Querhaus von 1912

Da sich im Umfeld der Burg Wiedelah Knechte und Soldaten mit ihren Familien niedergelassen hatten, wurde 1329 eine Kirche erbaut. Am 3. Juni 1341 erwarb Bischof Heinrich III. die Burg Wiedelah, wodurch die Zugehörigkeit Wiedelahs vom Bistum Halberstadt zum Bistum Hildesheim wechselte. Infolge der Reformation war die Kirche von 1568 bis 1643 evangelisch-lutherisch. Im Dreißigjährigen Krieg wurde die Kirche beschädigt und ihr Turm niedergelegt. 1647/48 wurde die Kirche wieder notdürftig hergerichtet, 1747 jedoch wegen Baufälligkeit abgerissen.
Von 1747/48 stammt die heutige Kirche, von 1848 das Pfarrhaus. 1911/12 wurde die Kirche um das heutige Querhaus erweitert und am 19. Mai 1912 von Bischof Adolf Bertram geweiht. 1914 folgte die Errichtung des Vorraums am Haupteingang. Nach der Fertigstellung der Baumaßnahmen wurde die Kirche am 17. Mai 1914 eingeweiht.
Von 1968 bis 1971 wurde der Innenraum der Kirche nach der Liturgiereform des Zweiten Vatikanischen Konzils umgestaltet. Seit 1991 verfügt die Kirche über keinen ortsansässigen Priester mehr. 1993 wurde das Kirchendach mit Dachziegeln aus Ton neu eingedeckt. Von 2001 bis 2003 entstand südöstlich der Kirche, die bisher am südlichen Ortsrand gelegen war, ein Neubaugebiet. Seit dem 1. Juli 2007 gehört die Kirche zur Pfarrei Liebfrauen, die Pfarrgemeinde Mariä Himmelfahrt wurde zu diesem Zeitpunkt aufgelöst. Ebenfalls seit dem 1. Juli 2007 gehört die Kirche zum damals neu errichteten Dekanat Goslar–Salzgitter. Zuvor gehörte sie zum Dekanat Goslar, welches zu diesem Zeitpunkt aufgelöst wurde. Seit etwa 2009 wird der Erhalt der Kirche vom „Förderverein der historischen katholischen Kirche St. Mariä Himmelfahrt e. V.“ unterstützt.

## Architektur und Ausstattung
Die geostete Kirche, eine verputzte Saalkirche mit dreiseitigem Chor auf einem Sockel aus Bruchsteinen, befindet sich in rund 129 Meter Höhe über dem Meeresspiegel. Der achteckige Dachreiter, in dem heute zwei Glocken hängen, wurde 1750 an der Westseite des Kirchendachs errichtet.
Die Kirche bietet rund 190 Sitzplätze. Die beiden Buntglasfenster im Chorraum zeigen die Heilige Familie an der Krippe sowie die Auferstehung Jesu Christi. Der barocke Hochaltar wurde 1670 für die Kirche St. Peter und Paul in Heiningen errichtet und kam 1821 in die Kirche von Wiedelah. Das obere Bild des Hochaltars zeigt die Verkündigung des Herrn durch den Erzengel Gabriel an Maria. Der heutige Tabernakel stammt aus der Zeit um 1920. Über dem Zugang zur Sakristei ist ein Kruzifix angebracht.
Im nördlichen Querhaus haben eine Mondsichelmadonna, das Taufbecken, eine Pietà sowie eine Statue der Heiligen Familie ihren Platz, im südlichen Querhaus eine weitere Mondsichelmadonna, vor der Opferkerzen aufgestellt werden können, sowie ein Beichtstuhl und ein Kruzifix.
14 Kreuzwegstationen hängen an den Seitenwänden. Die Orgel wurde 1925 vom Unternehmen P. Furtwängler & Hammer aus Hannover als Opus 963 erbaut und 2005 durch Orgelbau Reinhard Hüfken aus Halberstadt renoviert. Im Vorraum der Kirche befinden sich eine weitere Marienstatue sowie der Schriftenstand.
Weitere katholische Einrichtungen in Wiedelah sind der Kindergarten St. Joseph und der Friedhof. Die katholische Schule wurde in den 1930er Jahren geschlossen und durch die heutige Schule ersetzt.